# Йосиповка (Ружинский район)
Йо́сиповка (укр. Йосипівка) (раньше — Юзвин) — село на Украине, основано в 1601 году, находится в Ружинском районе Житомирской области.
Код КОАТУУ — 1825280402. Население по переписи 2001 года составляет 157 человек. Почтовый индекс — 13642. Телефонный код — 4138. Занимает площадь 0,627 км².

## История
В 1946 году указом ПВС УССР село Юзвин переименовано в Йосиповку.

## Адрес местного совета
13642, Житомирская область, Ружинский р-н, с. Белиловка, ул. Октябрьская, 1